# Кампомороне
Кампомороне (итал. Campomorone) — коммуна в Италии, располагается в регионе Лигурия, в провинции Генуя.
Население составляет 7526 человек (2008 г.), плотность населения составляет 287 чел./км². Занимает площадь 26 км². Почтовый индекс — 16014. Телефонный код — 010.
Покровителем населённого пункта считается святой Bernardo di Chiaravalle.

## Демография
Динамика населения:

## Города-побратимы
- Сан-Николас-де-лос-Арройос, Аргентина (2013)

## Администрация коммуны
- Официальный сайт: http://www.comune.campomorone.ge.it/ Архивная копия от 8 октября 2010 на Wayback Machine